# とく村長
とく村長（とくそんちょう）は、日本の漫画家。

## 来歴
2014年、『まんがタイムジャンボ』（芳文社）にて連載していた『ラン様の放課後遊戯』が完結。2018年、『まんがライフMOMO』（竹書房）にて、女子小学生3人組を描いた4コマ漫画『L△L△L』の連載を開始。

## 作品リスト

### 連載
- ラン様の放課後遊戯（『まんがタイムジャンボ』2012年2月号 - 4月号（ゲスト）、 - 2014年6月号[1]、全2巻）
- 翼のはえたえんじぇる♪（原作：BaseSon、マジキューコミックス『真・恋姫無双 外史祭典』連載[3]、全1巻） - 作品集として単行本化[3]
- くあどら！（『月刊コミックアース・スター』 - 2014年12月号（休刊号[4]）、全1巻[5]）
- メイちゃん大逆転！（『まんがタイムジャンボ』2014年8月号 - 2015年1月号）※ゲスト
- J.C.Lovers（『コミック アース・スター』、既刊1巻）
- 四解文書（『ブレイブソード×ブレイズソウル』公式サイト[6]）
- 窓香さんの天然なゆーわく（『ComicWalker』2017年6月[7] - 、全1巻[8]）
- ヒトでなしに振り回される童貞、とても辛い（『コミックヴァルキリー』[9]、全2巻）
- L△L△L（『まんがライフMOMO2018年10月号[2] - 2019年1月号（休刊号[10]）→『まんがくらぶ』2019年2月号 - 2020年5月号（最終号[11]）→『まんがライフ』2020年6月号 - 2020年7月号、全2巻）
- ちこはゲーセン一番星！バイトはイヤだが金になる編（『まんがタウン』- 2019年5月号、全1巻）
- 立ち呑み布袋でもう一杯（『まんがタウン』2019年10月号（ゲスト）、2019年12月号 - 2021年9月号、全1巻）
- 振り向けばアザラシ（『ComicWalker』連載[12]、既刊2巻）
- 高度に発達した友情は恋愛と区別がつかない（「コミックコスモ」レーベル 2020年8月13日[13] - ）
- 押しかけJK押上ちゃん（原作：柳桜世良、「コミックコスモ」レーベル 2023年1月6日[14] - ）
- 『妻の中身は子供のままだったのである。』KADOKAWA〈MFコミックス〉、既刊1巻
  1. 2024年8月22日発売[15][16]、ISBN 978-4-04-683961-9
  2. 2025年3月22日発売[17]、ISBN 978-4-04-684616-7

### 読み切り
- 『レーカン!』TVアニメ化記念コラボ4コマ（『まんがタイムジャンボ』2014年9月号[18]）
- タイトル不明（『ブレイブソード×ブレイズソウル 電撃コミックアンソロジー』収録、2015年[19]） - 『ブレイブソード×ブレイズソウル』のアンソロジー寄稿作品[19]。
- ユタカとコダマのでこぼこぐらし（『まんがくらぶ』2017年6月号[20]）※ゲスト[20]
- カワウソは今日もごきげん（『けものフレンズ コミック×RADIOアンソロジー よんで！ きいて!! たーのしー!!!』収録、2018年[21]） - 『けものフレンズ』のアンソロジー寄稿作品[21]。
- タイトル不明（『ブレイブソード×ブレイズソウル 電撃コミックアンソロジー2』収録、2018年[22]） - 『ブレイブソード×ブレイズソウル』のアンソロジー寄稿作品[22]。
- 焼いたお肉が美味すぎる！（『うちのメイドがウザすぎる！ 公式アンソロジー』収録、2018年[23]） - 『うちのメイドがウザすぎる！』のアンソロジー寄稿作品[23]。

### その他
- 電子書籍『春色』（2011年6月[24]） - TINAMIによる東日本大震災チャリティ電子書籍に参加[25][24]

## 活動
- イベント「ぽぷかるパーティ 2014（2014年11月1日、11月2日、愛知県の愛・地球博公園開催[26]） - サイン会参加[26]
- トークイベント「4コMAX！」（2015年5月4日、ライブハウス「晴れたら空に豆まいて」開催[27]） - トークショー参加[27]